# Rapaniscus multisetosus
Rapaniscus multisetosus is een pissebed uit de familie Nannoniscidae. De wetenschappelijke naam van de soort is voor het eerst geldig gepubliceerd in 2002 door Brandt.